# Luka Mladenovic
Luka Mladenovic (Luxemburg, 26 december 1998) is een Luxemburgs professioneel tafeltennisser. Hij speelt rechtshandig met de shakehandgreep.